# Acianthera violacea
Acianthera violacea é uma espécie de orquídea (Orchidaceae) que existe no México, Guatemala e El Salvador, antigamente subordinada ao gênero Pleurothallis.

## Publicação e sinônimos
- Acianthera violacea (A.Rich. & Galeotti) Pridgeon & M.W.Chase, Lindleyana 16: 246 (2001).

Sinônimos homotípicos:
- Pleurothallis violacea A.Rich. & Galeotti, Ann. Sci. Nat., Bot., III, 3: 16 (1845).
- Humboltia violacea (A.Rich. & Galeotti) Kuntze, Revis. Gen. Pl. 2: 668 (1891).

Sinônimos heterotípicos:
- Pleurothallis amoena A.Rich. & Galeotti, Ann. Sci. Nat., Bot., III, 3: 16 (1845).
- Pleurothallis cochlearis Rchb.f., Bot. Zeitung (Berlin) 10: 764 (1852).
- Humboltia amoena (A.Rich. & Galeotti) Kuntze, Revis. Gen. Pl. 2: 667 (1891).
- Humboltia cochlearis (Rchb.f.) Kuntze, Revis. Gen. Pl. 2: 667 (1891).
- Pleurothallis rhynchoglossa Schltr., Orchis 9: 91 (1915).